# Becky van Nijf
Becky van Nijf (Venlo, 7 augustus 1992) is een Nederlandse handbalster die uitkomt in de Duitse 2. Handbal-Bundesliga voor Tus Lintfort.